# Hiroki Yoshimoto

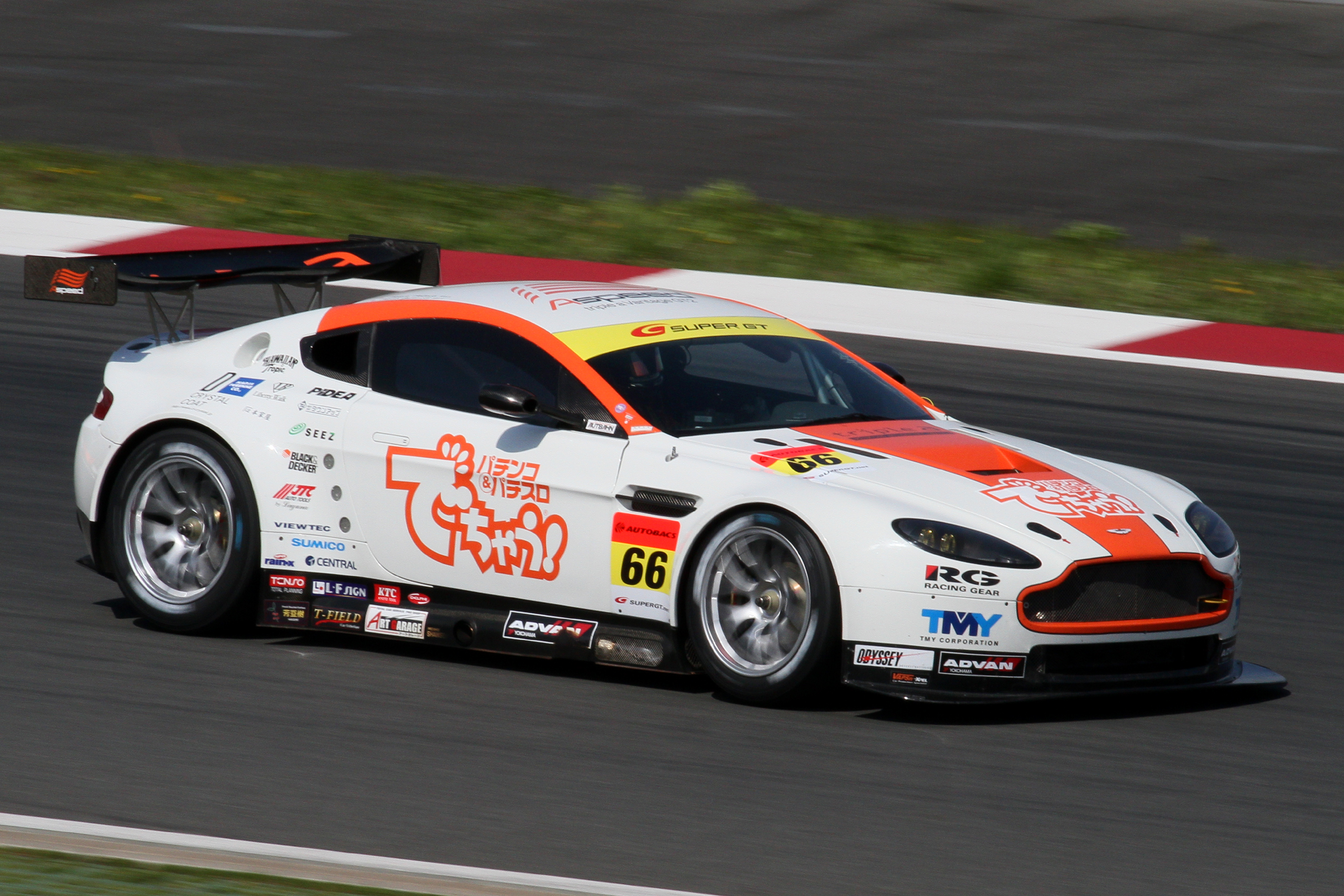
Yoshimoto in actie in 2010

Hiroki Yoshimoto (Japans: 吉本 大樹, Yoshimoto Hiroki) (Osaka, 2 september 1980) is een Japans autocoureur.

## Loopbaan
Yoshimoto is tot op heden de enige GP2-coureur die het overgrote deel van zijn pre-GP2-carrière in Azië heeft gereden. Yoshimoto startte in 1999 in de Japanse Formule Junior 1600. In 2000 stapte hij over naar de Japanse Formule Toyota en later dat jaar reed hij in de Koreaanse Formule 1800. Een overstap naar de Japanse Formule 3 in 2001 was de prijs van zijn harde werk, alhoewel zijn carrière met het Yellow Hat-team zich beperkte tot twee races.
Zijn eerste volledige Japanse Formule 3-seizoen kwam in 2002, nu met het team Now. Hij reed 1 overwinning, 1 pole position en twee andere podiumfinishes bij elkaar, waarmee hij als achtste in het kampioenschap eindigde. Hij finishte ook als vijfde in de Grand Prix van Macau. Hij bleef bij Now voor 2003 met een tiende plaats in het kampioenschap als resultaat voordat hij in 2004 overstapte naar de Japanse GT. Hij reed dat jaar ook twee races in de World Series by Nissan voor het team Gabord. In 2005 en 2006 reed hij in de GP2 voor het team BCN Competición en finishte in zowel 2005 als 2006 eenmaal op het podium.
Op 3 en 4 november nam Yoshimoto deel aan het Formule Azië V6 by Renault kampioenschap op het circuit van Zhuhai. Hij won ronde 11 voor James Winslow en Armaan Ebrahim maar bleef staan op de grid voor ronde 12 en finishte als vijfde.
In 2008 keerde hij terug naar de GP2, waar hij voor het team Qi-Meritus Mahara reed in de GP2 Asia Series. In 2008-09 ging hij hierin door voor het team BCN Competición. Echter was BCN verkocht en hernoemd naar Ocean Racing Technology na de eerste ronde van het seizoen, en Yoshimoto werd vervangen door Yelmer Buurman.

## GP2 resultaten
- Races vetgedrukt betekent pole positie, Races cursief betekent snelste ronde

| Jaar | Inschrijving    | 1          | 2          | 3          | 4          | 5           | 6          | 7          | 8          | 9          | 10         | 11         | 12         | 13         | 14         | 15         | 16         | 17         | 18         | 19         | 20         | 21         | 22        | 23        | Rang | Punten |
| ---- | --------------- | ---------- | ---------- | ---------- | ---------- | ----------- | ---------- | ---------- | ---------- | ---------- | ---------- | ---------- | ---------- | ---------- | ---------- | ---------- | ---------- | ---------- | ---------- | ---------- | ---------- | ---------- | --------- | --------- | ---- | ------ |
| 2005 | BCN Competición | SMR FEA NF | SMR SPR 9  | ESP FEA NF | ESP SPR 17 | MON FEA DNS | EUR FEA 11 | EUR SPR NF | FRA FEA 6  | FRA SPR 2  | GBR FEA 13 | GBR SPR NF | GER FEA 12 | GER FEA NF | HUN FEA 13 | HUN SPR 17 | TUR FEA 8  | TUR SPR 10 | ITA FEA 10 | ITA SPR 16 | BEL FEA NF | BEL SPR 17 | BHR FEA 7 | BHR SPR 6 | 16   | 14     |
| 2006 | BCN Competición | VAL FEA NF | VAL SPR 12 | SMR FEA 8  | SMR SPR 3  | EUR FEA 8   | EUR SPR 4  | ESP FEA NF | ESP SPR NF | MON FEA NF | GBR FEA NF | GBR SPR 17 | FRA FEA 9  | FRA SPR NF | GER FEA 23 | GER FEA NF | HUN FEA NF | HUN SPR NF | TUR FEA NF | TUR SPR 19 | ITA FEA 8  | ITA SPR 5  |           |           | 15   | 12     |